# ヘレン・クラーク
ヘレン・エリザベス・クラーク（Helen Elizabeth Clark、ONZ、1950年2月26日 - ）は、ニュージーランドの元政治家。37代目ニュージーランド首相。

## 経歴
1950年2月26日にオークランド郊外のワイカト郡ハミルトンに誕生する。父は農夫で母は学校教師である。オークランド大学で政治学を学び修士号を取得。1973年から1981年までオークランド大学講師を務めた。この間、1971年にニュージーランド労働党に入党している。1977年に当時大学院生だったピーター・デイヴィス（社会学者、現・オークランド大学社会学部教授）と出会い5年間同棲した後、1981年に結婚した（デイヴィスとは夫婦別姓。敬称はMissまたはMs）。デイヴィスとの間に子はいない。
1981年の議会総選挙に労働党から出馬し初当選。住宅大臣兼環境保全大臣（1987年 - 1989年）、副首相兼保健大臣（1989年 - 1990年）、労働大臣を歴任し、野党・労働党党首（1993年 - 1999年）として活躍した。1999年11月の総選挙で労働党は勝利しニュージーランド国民党より政権を奪回。第37代ニュージーランド首相に就任し、3期連続して政権運営を担当した。選挙により選ばれた初の女性首相であり、ニュージーランドの女性首相としてはニュージーランド国民党のジェニー・シップリー（在任1997年 - 1999年）に継いで二人目である。
2008年11月の総選挙でニュージーランド労働党は議席を減らし、ライバルのニュージーランド国民党に政権の座を明け渡すことになった。これを受けてクラークは党首を辞任することを表明し、新党首にはフィル・ゴフが就任した。党首辞任後はニュージーランド労働党外務報道官に就任した。
2009年3月、潘基文国際連合事務総長（当時）は国際連合開発計画総裁にクラークを指名。192か国加盟の国際連合総会承認を経て、同年4月17日に国際連合開発計画（UNDP）初の女性総裁に就任。2017年4月に退任。
2010年2月にオークランド大学より名誉法学博士号の学位を授与された。 
2017年11月、旭日大綬章受章。同年11月には薬物政策国際委員会メンバーに選出された。同年12月にワイカト大学名誉博士。

## 選挙
| ニュージーランド議会 |           |                          |                          |        |
| 在任期間             | 任期      | 選挙区                   | 名簿順位                 | 政党   |
| 1981年–1984          | 40th (en) | マウント・アルバート(en) | マウント・アルバート(en) | 労働党 |
| 1984年–1987          | 41st (en) | マウント・アルバート     | マウント・アルバート     | 労働党 |
| 1987年–1990          | 42nd (en) | マウント・アルバート     | マウント・アルバート     | 労働党 |
| 1990年–1993          | 43rd (en) | マウント・アルバート     | マウント・アルバート     | 労働党 |
| 1993年–1996          | 44th (en) | マウント・アルバート     | マウント・アルバート     | 労働党 |
| 1996年–1999          | 45th (en) | オワイラカ(en)           | 1                        | 労働党 |
| 1999年–2002          | 46th (en) | マウント・アルバート     | 1                        | 労働党 |
| 2002年–2005          | 47th (en) | マウント・アルバート     | 1                        | 労働党 |
| 2005年–2008          | 48th (en) | マウント・アルバート     | 1                        | 労働党 |
| 2008年–2009          | 49th (en) | マウント・アルバート     | 1                        | 労働党 |

## 来日

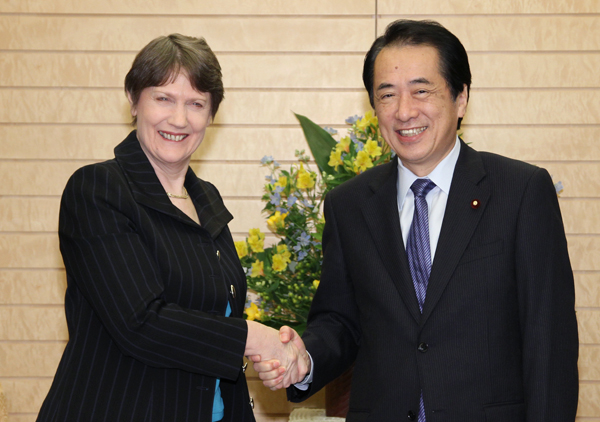
2010年10月、菅直人首相（当時）と

首相就任後、2001年4月、2005年6月、2008年5月に来日している。UNDP総裁として2009年11月、2010年11月、2013年5月～6月に来日している。当時、総裁特別顧問として任命した駐日代表の弓削昭子と親交を深めた。

## 政治活動・政策
- 2007年からは、アメリカ合衆国との自由貿易協定締結を政権の最重要政策とした[3]。
- 緑の党 が閣外協力していることもあり、環境保護政策を重視している。
- 中華人民共和国との経済的な関係を重視している。
- 日本との人的、経済的関係を重視しているが、日本による南極近郊での捕鯨には反対している。